# Liste der denkmalgeschützten Objekte in Wald am Schoberpaß
Die Liste der denkmalgeschützten Objekte in Wald am Schoberpaß enthält die 10 denkmalgeschützten, unbeweglichen Objekte der Gemeinde Wald am Schoberpaß im steirischen Bezirk Leoben.

## Denkmäler
| Foto |                 | Denkmal                                                                                        | Standort                                     | Beschreibung | Metadaten |
| ---- | --------------- | ---------------------------------------------------------------------------------------------- | -------------------------------------------- | --- | --- |
| ja   | Datei hochladen | Flur-/Wegkapelle Liesing(tal), Zur Schmerzhaften Muttergottes HERIS-ID: 71195 Objekt-ID: 84350 | Standort KG: Liesing                         | Die Kapelle zur Weinenden Muttergottes wurde laut Aufschrift 1844 erbaut. | BDA-Hist.: Q38126968 Status: § 2a Stand der BDA-Liste: 2025-06-30 Name: Flur-/Wegkapelle Liesing(tal), Zur Schmerzhaften Muttergottes GstNr.: .2/3, .2/4             |
| ja   | Datei hochladen | Kath. Pfarrkirche hl. Kunigunde und Friedhof HERIS-ID: 71178 Objekt-ID: 84332                  | Wald am Schoberpaß Standort KG: Wald         | Die gotische Kirche stammt aus dem 15. Jahrhundert und wurde später teilweise barockisiert. Das Langhaus ist dreijochig, das Netzrippengewölbe ist teilweise abgeschlagen und durch Bemalung ersetzt. Der eingeschnürte spitzbogige Fronbogen ist mit 1496 datiert. Der Chor weist Wandmalereien aus dem Jahr 1789 auf, nördlich davon befindet sich eine spätbarocke Sakristei. An den Westjochen des Langhauses wurden 1972 spätgotische Wandmalereien entdeckt. Die Innenausstattung stammt aus dem späten 18. Jahrhundert, eine Ausnahme ist die spätgotische Bischofsstatue aus den 1510er-Jahren. | BDA-Hist.: Q38126868 Status: § 2a Stand der BDA-Liste: 2025-06-30 Name: Kath. Pfarrkirche hl. Kunigunde und Friedhof GstNr.: .1, 1186 Pfarrkirche Wald am Schoberpaß |
| ja   | Datei hochladen | Evang. Pfarrkirche A.B. HERIS-ID: 71180 Objekt-ID: 84335                                       | Wald am Schoberpaß Standort KG: Wald         | Die evangelische Kirche ist eine der ältesten der Steiermark. Sie wurde 1829 errichtet und ersetzte ein Bethaus aus dem späten 18. Jahrhundert. Der Turm wurde 1849/50 hinzugefügt. Der Altar stammt aus dem Jahr 1955. | BDA-Hist.: Q38126887 Status: § 2a Stand der BDA-Liste: 2025-06-30 Name: Evang. Pfarrkirche A.B. GstNr.: .173/2 Pfarrkirche Unterwald                                 |
| ja   | Datei hochladen | Wirtschaftsgebäude HERIS-ID: 71190 Objekt-ID: 84345                                            | Wald am Schoberpaß 19 Standort KG: Wald      | Das Wirtschaftsgebäude gehört zum Ensemble rund um die Kirche und stammt aus der Mitte des 19. Jahrhunderts. | BDA-Hist.: Q38126935 Status: § 2a Stand der BDA-Liste: 2025-06-30 Name: Wirtschaftsgebäude GstNr.: .189                                                              |
| ja   | Datei hochladen | Alter evang. Pfarrhof HERIS-ID: 71186 Objekt-ID: 84341                                         | Wald am Schoberpaß 20 Standort KG: Wald      | Der alte Pfarrhof bildet mit der Kirche ein bauliches Ensemble und stammt aus der Mitte des 19. Jahrhunderts. | BDA-Hist.: Q38126908 Status: § 2a Stand der BDA-Liste: 2025-06-30 Name: Alter evang. Pfarrhof GstNr.: .173/1                                                         |
| BW   | Datei hochladen | Kaiser Franz Joseph-Gedenkstein HERIS-ID: 71187 Objekt-ID: 84342                               | bei Wald am Schoberpaß 20 Standort KG: Wald  | | BDA-Hist.: Q38126916 Status: § 2a Stand der BDA-Liste: 2025-06-30 Name: Kaiser Franz Joseph-Gedenkstein GstNr.: 790                                                  |
| ja   | Datei hochladen | Ehem. evang. Gemeindeschule HERIS-ID: 71188 Objekt-ID: 84343                                   | Wald am Schoberpaß 21 Standort KG: Wald      | Die Schule bildet mit der Kirche ein bauliches Ensemble und stammt aus der Mitte des 19. Jahrhunderts. | BDA-Hist.: Q38126926 Status: § 2a Stand der BDA-Liste: 2025-06-30 Name: Ehem. evang. Gemeindeschule GstNr.: .173/3                                                   |
| ja   | Datei hochladen | Evang. Friedhof und Aufbahrungshalle HERIS-ID: 71181 Objekt-ID: 84336                          | Wald am Schoberpaß 21, bei Standort KG: Wald | Der evangelische Friedhof liegt rund um die Pfarrkirche und stammt wie diese aus der Mitte des 19. Jahrhunderts. | BDA-Hist.: Q38126897 Status: § 2a Stand der BDA-Liste: 2025-06-30 Name: Evang. Friedhof und Aufbahrungshalle GstNr.: 789/5, .226 Pfarrkirche Unterwald               |
| ja   | Datei hochladen | Flur-/Wegkapelle HERIS-ID: 71199 Objekt-ID: 84354                                              | bei Wald am Schoberpaß 39 Standort KG: Wald  | | BDA-Hist.: Q38126987 Status: § 2a Stand der BDA-Liste: 2025-06-30 Name: Flur-/Wegkapelle GstNr.: .227                                                                |
| ja   | Datei hochladen | Pfarrhof HERIS-ID: 71179 Objekt-ID: 84334                                                      | Wald am Schoberpaß 47 Standort KG: Wald      | Der Pfarrhof ist ein Barockbau. In seinem Inneren befindet sich ein kleiner barocker Hausaltar und ein Bild der hl. Kunigunde aus dem 17. Jahrhundert. | BDA-Hist.: Q38126877 Status: § 2a Stand der BDA-Liste: 2025-06-30 Name: Pfarrhof GstNr.: .2                                                                          |